# Sant Miquel del Castell (Castellterçol)
|  | Per a altres significats, vegeu «Capella del Remei». |

Sant Miquel del Castell o Capella del Remei, és la capella romànica del Castell de Sant Miquel, o Castell de Xetmar, en el terme municipal de Castellterçol, a la comarca del Vallès Oriental dins de la comarca natural del Moianès. És a prop i al sud de la vila de Castellterçol. És la construcció més meridional del conjunt del castell, al peu del mateix castell.
A principis del segle xii, Tedmar Mir de Castellterçol, mort a Terra Santa, deixà en el seu testament un llegat per a la construcció d'aquesta capella, que al llarg de l'edat mitjana tingué capella pròpia, tot i que no en consta la seva categoria de parroquial. Això sí, tingué cementiri propi. El segle xviii fou ampliada amb una sagristia, i al xix s'hi feren reformes, i s'hi afegí l'advocació de la Mare de Déu del Remei.
És un temple d'una sola nau rectangular, coberta amb volta de canó seguit. A l'extrem est, un absis semicircular amb volta de quadrant d'esfera i amb arc en gradació enllaça amb la nau. A l'absis hi ha també una finestra tapiada. La façana ponent i l'espadanya que conté són més tardanes, com també ho és el cos afegit a migdia.